# 漢娜·科布采娃
漢娜·維亞切斯拉維芙娜·科布采娃（羅馬化：Hanna Viacheslavivna Kobtseva；1986年10月28日—），又譯安娜·科布切娃，烏克蘭女子羽毛球運動員。

## 簡歷
2013年8月，科布切娃參加中國廣州舉行的世界羽毛球錦標賽，在比賽首日，她先與尤利娅·卡扎里诺娃出戰女子雙打項目，在首圈便以1比2（20-22、21-17、13-21）不敵美國的李意恒/宝拉·琳·奥巴娜娜出局。此外，她又與瓦列里·阿特拉什琴科夫出戰混合雙打項目，他們在首圈因對手棄權輪空，但在第二圈就以0比2（4-21、6-21）不敵4號種子、丹麥的约金·费舍尔·尼尔森/克里斯汀娜·彼德森出局。

## 主要比賽成績
只列出曾進入準決賽的國際賽事成績：
| 年份   | 賽事                   | 公開賽級別 | 項目     | 搭檔                  | 成績   |
| ------ | ---------------------- | ---------- | -------- | --------------------- | ------ |
| 2008年 | 哈爾科夫羽毛球國際賽   | 國際系列賽 | 女子雙打 | Maria Nikolaenko      | 冠軍   |
| 2009年 | 波蘭羽毛球國際賽       | 國際挑戰賽 | 女子雙打 | 埃琳娜·普鲁斯         | 準決賽 |
| 2009年 | 哈爾科夫羽毛球國際賽   | 國際系列賽 | 女子雙打 | 埃琳娜·普鲁斯         | 冠軍   |
| 2009年 | 哈爾科夫羽毛球國際賽   | 國際系列賽 | 混合雙打 | 格奥尔基·纳塔罗夫     | 準決賽 |
| 2009年 | 俄羅斯羽毛球大獎賽     | 大獎賽     | 女子雙打 | 埃琳娜·普鲁斯         | 準決賽 |
| 2010年 | 奧地利羽毛球國際挑戰賽 | 國際挑戰賽 | 女子雙打 | 埃琳娜·普鲁斯         | 準決賽 |
| 2010年 | 白夜羽毛球賽           | 國際挑戰賽 | 女子雙打 | 埃琳娜·普鲁斯         | 準決賽 |
| 2010年 | 哈爾科夫羽毛球國際賽   | 國際挑戰賽 | 女子雙打 | 埃琳娜·普鲁斯         | 亞軍   |
| 2011年 | 波蘭羽毛球國際賽       | 國際挑戰賽 | 混合雙打 | 格奥尔基·纳塔罗夫     | 準決賽 |
| 2011年 | 立陶宛羽毛球公開賽     | 國際系列賽 | 女子雙打 | 埃琳娜·普鲁斯         | 冠軍   |
| 2011年 | 白夜羽毛球賽           | 國際挑戰賽 | 女子雙打 | 埃琳娜·普鲁斯         | 準決賽 |
| 2011年 | 哈爾科夫羽毛球國際賽   | 國際挑戰賽 | 女子雙打 | 埃琳娜·普鲁斯         | 準決賽 |
| 2011年 | 哈爾科夫羽毛球國際賽   | 國際挑戰賽 | 混合雙打 | 尼古拉·尼科拉恩科     | 準決賽 |
| 2011年 | 保加利亞羽毛球國際賽   | 國際挑戰賽 | 混合雙打 | 瓦列里·阿特拉什琴科夫 | 冠軍   |
| 2012年 | 波蘭羽毛球國際賽       | 國際挑戰賽 | 混合雙打 | 瓦列里·阿特拉什琴科夫 | 準決賽 |
| 2012年 | 白夜羽毛球賽           | 國際挑戰賽 | 混合雙打 | 瓦列里·阿特拉什琴科夫 | 準決賽 |
| 2013年 | 法國羽毛球國際賽       | 國際挑戰賽 | 混合雙打 | 瓦列里·阿特拉什琴科夫 | 準決賽 |
| 2013年 | 芬蘭羽毛球公開賽       | 國際挑戰賽 | 混合雙打 | 瓦列里·阿特拉什琴科夫 | 亞軍   |

| 2007-2017年 | 首要超級賽 | 超級賽 | 黃金大獎賽 | 大獎賽 | 國際挑戰賽 | 國際系列賽 | 未來系列賽 | 其他 |

| 2018-2026年 | 總決賽 | 超級1000賽 | 超級750賽 | 超級500賽 | 超級300賽 | 超級100賽 | 國際挑戰賽 | 國際系列賽 | 未來系列賽 | 其他 |

### 奧運會和世錦賽參賽紀錄
|          | 搭檔                  | 2009 | 2010 | 2011 | 2012 | 2013 |
| -------- | --------------------- | ---- | ---- | ---- | ---- | ---- |
| 女子雙打 | 埃琳娜·普鲁斯         | 32強 | 48強 | 48強 | －   | －   |
| 女子雙打 | 尤利娅·卡扎里诺娃     | －   | －   | －   | －   | 48強 |
|          |                       |      |      |      |      |      |
| 混合雙打 | 瓦列里·阿特拉什琴科夫 | －   | －   | －   | －   | 32強 |